# Ryedale
Ryedale es un distrito no metropolitano del condado de Yorkshire del Norte (Inglaterra). Tiene una superficie de 1506,59 km². Según el censo de 2001, Ryedale estaba habitado por 50 872 personas y su densidad de población era de 33,77 hab/km².